# Resolución 45 del Consejo de Seguridad de las Naciones Unidas
La resolución 45 del Consejo de Seguridad de las Naciones Unidas, adoptada el 10 de abril de 1948, después de examinar la solicitud de la Unión de Birmania para la membresía en las Naciones Unidas, el Consejo recomendó a la Asamblea General que la Unión de Birmania fuese admitida.
La resolución fue aprobada con 10 votos a favor y ninguno en contra, con una abstención de Argentina.